# Aldershot
Aldershot (/ˈɔːldərʃɒt/ en la pronunciación inglesa) es una ciudad inglesa situada en el condado de Hampshire, a 60 km de Londres. La ciudad es administrada por Rushmoor Borough Council. La ciudad tenía una población de 36.321 habitantes en 2013, y de 37.131 habitantes en 2020; sin embargo, la aglomeración urbana de Aldershot, en sentido extenso, incluye otras ciudades como Camberley, Farnborough y Farnham y alcanza los 243.344 habitantes, lo que la convierte en la trigésima área urbana más grande del Reino Unido.
Aldershot es conocida como la sede del ejército británico, una conexión que dio lugar a su rápido crecimiento, desde un pequeño pueblo a una ciudad de estilo victoriano.
Está hermanada con Sulechów en Polonia, Meudon en Francia y Oberursel en Alemania.

## Historia
El nombre puede haber derivado de alisos que se encuentran en la zona (del inglés antiguo 'aliso-Holt' significa bosquecillo de alisos). Aldershot fue incluido como parte de los Cientos de Crondall se hace referencia en el libro de Domesday de 1086. El mapa de Juan Norden de Hampshire, publicado en la edición de 1607 de William Camden's Britannia, indica que Aldershot era una ciudad de mercado.
Antes de 1850, Aldershot era poco conocido. El área era una vasta extensión de tierra común, una tierra solitaria inadecuado para la mayoría de las formas de la agricultura con escasa población. Tal como existía en el momento de la encuesta sobre Domesday en 1086, el extenso asentamiento de Crondall en la esquina noroeste de Hampshire fue sin duda escandinava, ya que entre las costumbres de la gran mansión, que incluía Crondall, Yateley, Farnborough y Aldershot, el de la única herencia de la hija mayor, a falta de hijos prevaleció, como sobre una gran parte de Cumberland, y esto es una gran costumbre nórdica peculiarmente. En el siglo XVIII, el tramo de la autopista de peaje de Londres a Winchester que pasa a través de Aldershot entre Bagshot y Farnham (ahora conocida como la Ruta de Farnborough) fue el escenario de robos de autopista. Hubo un tiempo en que había "casi tan mala fama de ser Hounslow Heath". Se dice Dick Turpin haber operado en el área que tiene sus oficinas centrales en las inmediaciones en Farnborough, y no hubo avistamientos de Springheeled Jack.
En 1854, en el momento de la guerra de Crimea, Aldershot Garrison fue establecido como el primer campo de entrenamiento permanente para el ejército británico. Esto condujo a una rápida expansión de la población de Aldershot al pasar de 875 habitantes en 1851, a más de 16.000 hacia 1861 (incluidos cerca de 9.000 de los militares). La ciudad continuó creciendo, alcanzando un pico en la década de 1950.[cita requerida]
Entre 1961 y 1969 se llevó a cabo una reconstrucción sustancial de los cuarteles, bajo la dirección del estudio de arquitectura e ingeniería Construcción Design Partnership. El trabajo se aceleró bajo presión del gobierno, y varias tecnologías de construcción nuevas se emplearon con éxito desigual.
En 1974 los distritos urbanos de Aldershot y Farnborough se fusionaron para formar el término municipal de Rushmoor bajo las disposiciones de la Ley de Gobierno Local de 1972.
Después de una campaña de 2009, el gobierno británico permitió soldados veteranos Gurkha que habían servido durante más de cuatro años, y sus familias, para instalarse en el Reino Unido. Como muchos soldados Gurkha se habían basado en y alrededor de Aldershot, la ciudad fomenta un crecimiento en la población nepalí. Entre el censo de 2001 y el censo de 2011, la población de Nepal de Rushmoor aumentó a aproximadamente a 6.000 personas, lo que representa el 6,5% de la población general. El aumento de la población nepalí llevó a Gerald Howarth, miembro conservador del parlamento por Aldershot, a solicitar asistencia del gobierno para ampliar los servicios públicos locales y satisfacer las necesidades de la creciente población. Howarth fue criticado después por sugerir que los migrantes nepalíes deben debían ser dispersados en el Reino Unido.

### El Tatuaje Militar Aldershot
El tatuaje militar Aldershot era un evento anual que se remonta a 1894. En los años 1920-1930, el Comando Searchlight Tatuaje de Aldershot celebrada en el Rushmoor Arena presenta pantallas de todas las ramas de los servicios, incluyendo actuaciones iluminadas por antorchas de llama. Hubo un tiempo en las actuaciones, atrajeron a multitudes de hasta 500.000 personas. El tatuaje se organizó para recaudar dinero para organizaciones benéficas militares. A finales de la década de 1930 el evento fue reunir alrededor de 40.000 libras esterlinas al año. El formato moderno del tatuaje, el Salón del Ejército, fue cancelado en 2010 por el Ministerio de Defensa, debido a los recortes presupuestarios. Esta idea se retomó brevemente al año siguiente y atrajo 20.000 visitantes. En 2012, fue diseñado como el Aldershot Garrison Show, un evento gratuito más pequeño celebrado el Día de las Fuerzas Armadas.

#### Bombardeo de 1972 en Aldershot
El 22 de febrero de 1972, Aldershot experimentó la primera de una serie de ataques de la parte continental del IRA. Siete personas, todo el personal civil de apoyo, entre ellos cinco miembros del personal de cáterin, un jardinero y un capellán católico del ejército británico, murieron en un ataque con coche bomba en la sede de la Brigada 16 de Paracaidistas. Además, 19 personas resultaron heridas. El atentado fue reivindicado por el IRA Oficial, por la masacre del domingo sangriento. Se utilizó un área que se convirtió en un jardín conmemorativo con el motivo del 40 aniversario del bombardeo en 2012.

### Aldershot la ciudad de militares
Aldershot Military Town se encuentra entre Aldershot y el norte del campamento cerca de Farnborough. Es una zona de guarnición que sirve como sede de la presencia militar de la zona. Alberga casas de alojamiento, los cuarteles del ejército, campos de juego y otras instalaciones deportivas. La ciudad militar incluye algunos puntos de referencia locales, tales como el observatorio de Aldershot, el cementerio militar de Aldershot, la Iglesia real de la guarnición y otras iglesias.
Hasta 1993, la ciudad sirvió como sede para el Real Cuerpo de Transporte y el Cuerpo de Ejército de vacaciones, hasta que se fusionaron en el Royal Logistic Corps y se trasladaron al cuartel de la Princesa Real, Deepcut.
La reina Victoria y el príncipe Albert mostraron un gran interés en el establecimiento y desarrollo de Aldershot como una ciudad de guarnición en la década de 1850, en el momento de la guerra de Crimea. Tenían un pabellón de madera real construido que a menudo se quedarían en cuanto asisten a una revisión del ejército. En 1860 Albert estableció y dotó la biblioteca del príncipe Consorte, que todavía existe hoy en día.
Para celebrar, la reina Victoria celebró de diamantes en 1897, 25.000 soldados británicos y coloniales marcharon desde Llanura de Laffan cerca de Farnborough, revisado por la reina Victoria. Al lado de los soldados británicos marcharon los hombres de Canadá, la India, África, Australia y Nueva Zelanda.
Aldershot Military Town está bajo su propia jurisdicción militar. Fue sede del Regimiento de paracaidistas desde su formación en 1940 hasta que se trasladó a Colchester en 2003. Muchos personajes famosos han sido asociados con el casco militar, entre ellos Charlie Chaplin que hizo su primera aparición en el escenario en el teatro de cantina a los 5 años de edad en 1894, y Winston Churchill, que se basa allí en el siglo XIX durante su tiempo en el ejército.
La zona también alberga varios museos militares y de regimiento, como el Museo Militar de Aldershot, ubicado en los cuarteles de ladrillo rojo Victoria. Hasta diciembre de 2007, el Regimiento de Paracaidistas y las fuerzas aéreas del museo estuvieron en Aldershot. Se han trasladado desde entonces al museo de la Guerra Imperial de Duxford.
Se ha acordado una aplicación en fase de anteproyecto para la remodelación de algunas de la antigua ciudad militar. La extensión urbana de Aldershot traerá 3.850 nuevas viviendas, dos escuelas primarias, un centro de guardería para niños, lugares adicionales de secundaria, instalaciones comunitarias, reciclaje de residuos de jardinería y de una superficie de 150 hectáreas.
En 2013, el Ministerio de Defensa anunció una inversión de 100 millones de libras esterlinas para expandir Aldershot Garrison y llevar a establecerse en Aldershot a más de 750 trabajadores junto a sus familias.

## Puntos de referencia

### Estatua de Wellington
Una estatua del primer Duque de Wellington montado en su caballo, Copenhague, está situado en Round Hill detrás de la Iglesia Real de Guarnición. La estatua es de más de 9 metros de altos, 7,9 metros desde la nariz hasta la cola, 6,7 metros de grosor, pesa 40 toneladas, está intrincadamente detallada, incluyendo la musculatura y las venas. Fue diseñado y construido por Matthew Cotes Wyatt que utiliza bronce reciclado de los cañones que fueron capturados en la batalla de Waterloo. Tomó treinta hombres y más de tres años terminar el proyecto,
Originalmente, en 1846, la estatua fue erigida en la esquina de Hyde Park, en Londres, sobre el arco de Wellington. Sin embargo, Decimus Burton, arquitecto del arco, había tratado de vetar este plan, pues prefería una "figura en un carro de cuatro caballos". Muchos estuvieron de acuerdo con Decimus Burton en que la estatua resultaba ridícula y desproporcionada. Fue apodado "El Archiduque" y fue un tema popular en la revista satírica Punch.
La reina Victoria afirmó que la estatua había arruinado la vista del horizonte del palacio de Buckingham, y propuso en privado que la estatua se moviese. El duque, que sólo había posado para el escultor en dos o tres ocasiones, de repente se encariñó mucho con la estatua y no se planteó la posibilidad de retirarla del arco.
En 1883, debido a un proyecto de ampliación de la carretera, el arco se trasladó a corta distancia y luego bajo la colina de constitución. El Príncipe de Gales (el futuro Eduardo VII) escribió al primer ministro Gladstone: En cuanto a la vieja y colosal estatua del duque, yo sugeriría que no debe ser disuelta, pero eliminó a Aldershot donde será muy valorado por el Ejército".[cita requerida]
En 1885, el Príncipe de Gales entregó el monumento al Teniente General Anderson, el comandante de la Guarnición de Aldershot.

### Observatorio de Aldershot
El observatorio es un edificio de ladrillo rojo con un techo en forma de cúpula y se destaca en la Queen's Avenue. En el interior es un telescopio refractor, 8 pulgadas, montado en un tipo de montura ecuatorial alemana con una unidad de un reloj. El edificio del telescopio y el observatorio eran un regalo del pionero de la aviación Patrick Young Alexander para el ejército británico, un hecho que se registra por una placa cerca de la puerta del observatorio. Se lee: "Presentado el cuerpo del ejército de Aldershot por Patrick Alexander 1906".

## Transportes y comunicaciones
La ciudad está cerca de varias autopistas principales, incluyendo el M3, M25 y A3, que proporcionan conexiones a Londres y la costa sur.
El aeropuerto de Farnborough - aeropuerto de negocios líder de Europa[cita requerida] - es de 5 millas, Heathrow de Londres es de 29 millas, y Londres Gatwick se encuentra a 43 millas de distancia.
La estación de tren y de autobuses están situadas tanto fuera como dentro de camino de la estación. Desde la estación de tren, los servicios se dirigen hacia Londres Waterloo, Alton, Guildford y Ascot.
La estación de autobuses Aldershot es el término para muchos servicios de autobús en el área urbana de Aldershot, pero también cuenta con servicios a destinos más lejanos.
La mayoría de los servicios de autobús desde Aldershot se proporcionan mediante diligencia en Hants & Surrey, uno de ellos siendo proporcionado por Fleet Buzz y un entrenador de National Express entre Londres y Portsmouth dos veces al día.

## Gobierno e infraestructura
La Investigación de Accidentes Rama Aéreos (AAIB en inglés), la agencia británica de investigación de accidentes de aviación, se basa en la Cámara de Farnborough en Aldershot.

## Educación
Hay varias escuelas en Aldershot. Estos se unirán dos escuelas primarias en construcción como parte del desarrollo de extensiones Aldershot Urbana de 3.850 casas. Este desarrollo también será servida por otras 675 plazas en las escuelas secundarias que se crean en las escuelas Connaught y Wavell.
Una mezcla de los infantes y los jóvenes, incluyendo la Escuela Primaria Park y San Miguel (C.E). Las escuelas infantiles son Talavera, Primaria Wellington y la Escuela Infantil Bell Vue. Estas escuelas primarias incluyen: Condado de Newport, Talavera, el Condado de Beaumont y la Primaria San José (católica). Aldershot tiene sólo una escuela secundaria, la escuela de Connaught (antes de la Heron Wood School) aunque Ash Manor School, Farnham Heath End School, la Escuela Católica de todos los Santos y la Escuela Wavell son todos locales. También hay 2 escuelas públicas, el Colegio Salesiano y Farnborough Hill en la cercana Farnborough.

## Ocio y recreación
Después de la demolición del Teatro Royal y el hipódromo en la década de 1960, el consejo local abrió su propia Princes Hall en 1973 como un lugar de entretenimiento.

### Música y danza

#### Hardcore
El palacio (anteriormente el palacio de Cine, el Rhythm Station, Cheeks, Vox), influyó en el rápido crecimiento de la escena hardcore de 1992 a 1995.[cita requerida] Eventos semanales influyen, Tanzania, Slammin' Vinyl y Futuro Mundo. El club también preparó demasiados talentos locales como DJ Sharkey, DJ Mystery, DJ Sy, DJ Unknown, Vinylgroover, DJ NS, Hixxy, MC Freestyle, MC Young, MC Smiley y, por supuesto, Spyder MC quien en 2004 se convirtió en la voz del hombre araña. La ubicación de Aldershot entre Southampton y Londres significaba que el club se convirtió en la meca de Hardcore y se vendió a cabo regularmente durante este tiempo. En la cúspide de la popularidad del club, la muerte de un adolescente de una sospecha de sobredosis de éxtasis fue el catalizador que vio la música de baile abandonar el club y tuvo un impacto negativo en la escena de la danza incondicional en la zona de Aldershot.

#### Los Beatles en Aldershot
Sam Leach, su continuación, el agente, y el deseo de convertirse en su mánager, intentó introducir a Los Beatles a los agentes de Londres por la promoción de espectáculos en el Palacio del salón de baile, en la esquina de Perowne Street y Queens Road en Aldershot el 9 de diciembre de 1961. El espectáculo no se había anunciado adecuadamente, y para resultado, sólo 18 personas asistieron. El periódico local, The News Aldershot, no publicó el anuncio de Sam Leach para el espectáculo. Sin embargo, la banda y amigos tenían su propia división después del espectáculo, incluyendo un simulacro de funeral por Paul McCartney. Semanas después de esta Brian Epstein se convirtió en el mánager del grupo.

#### Música rock
A finales de los años 90 y el inicio de la década del 2000, una escena subterránea de las bandas rock surgió alrededor de Aldershot. Bandas notables incluyen Reuben, Vex Red y Hundred Reasons.

### Compras
Union Street y Wellington Street, en el centro del distrito comercial de la ciudad en las peatonales en la década de 1970, cuando el Centro de Wellington, un centro comercial cubierto, fue construida sobre el lugar del antiguo mercado al aire libre de la ciudad.
En la década de 1990 la galería comercial de estilo victoriano y varios otros edificios de la época en la calle de Wellington fueron demolidas para la construcción de un anexo al Centro de Wellington conocido como Las Galerías; muchas de estas tiendas están cerradas actualmente pendiente de renovación. En 2003, un chequeo de salud del centro de la ciudad llegó a la conclusión de que, "Aldershot está experimentando signos prometedores de revitalización, especialmente en el núcleo comercial".
En 2005, el consejo de la ciudad de Rushmoor documentó el porcentaje de tiendas vacantes al 10%, 8% y 7%, respectivamente, para la Union Street, el Centro de Wellington y Wellington Street.
El parque de ocio Westgate, que se abrió en 2012-2013, y que los frentes en la calle Barrack, incluye una sala de cine Cineworld, un supermercado Morrisons, y varias cadenas de restaurantes, incluyendo La Parrilla de Toby, Cosechadora, Nando, Mimosa, Pizza Express, Prezzo y Frankie & Benny. También hay un centro comercial Tesco situada en la parte trasera del desarrollo.

## Parques y espacios abiertos
Aldershot tiene muchos parques, patios y espacios abiertos para el deporte, el juego y el ocio. El legado del ejército ha significado que los terrenos para uso de ocio, así como áreas protegidas de flora y fauna, se ha conservado a lo largo de muchos años.

## Deportes

### Natación
Inaugurado en 1930, Aldershot Lido es una piscina tradicional de ocio al aire libre que contiene 1,5 millones de galones de agua situada en un sitio de 10 acres (4 hectáreas). La tierra original era un lago que se había convertido lleno de malas hierbas. Fue comprado por el consejo de la ciudad en 1920 por £21.000 y fue el foco de los proyectos de mejora del consejo de la ciudad. El Lido se convirtió en una sede olímpica en 1948 cuando era el sitio de la prueba de natación en el pentatlón moderno de los Juegos Olímpicos de Londres de ese año. La piscina cuenta con amplias zonas de aguas poco profundas para que los niños jueguen incluyendo una gran fuente en el centro. También tiene una zona de buceo y toboganes de agua. Hay una piscina cubierta de 25 metros contiguo que permite nadar todo el año.

### Fútbol
El equipo de fútbol profesional local es el Aldershot Town que compite en la National League. Antes de 1992, el club local era Aldershot FC, que se rompió el 25 de marzo de 1992, mientras jugaban en la Football League Fourth Division. El actual club se formó poco después y logró cinco promociones en sus primeras 16 temporadas para voler a la Football League en 2008. El mayor éxito del anterior Aldershot fue en 1987, solo cinco años antes del cierre, cuando se convirtieron en el primer equipo en ganar la Football League Fourth Division de promoción, a expensas de un club mucho más grande - Wolverhampton Wanderers.
Desde 1927, el campo de fútbol principal de la ciudad, y el recinto de ambos equipos, es el Recreation Ground, también conocida como The Rec. Tiene una capacidad de 7.100, de los cuales 2.000 se pueden sentar.
Un número de jugadores actuales y anteriores de éxito son del área Aldershot, incluyendo Johnny Berry, que nació en la ciudad en 1926. Jugó en el Birmingham City y en el Manchester United antes de su carrera como jugador fue terminada por las lesiones sufridas en el accidente aéreo de Múnich el 6 de febrero de 1958. Había ganado 3 títulos de liga con el Manchester United. Más tarde regresó a Aldershot para ejecutar una tienda de deportes con su hermano Pedro. Siguió viviendo localmente hasta que murió en septiembre de 1994, a la edad de 68 años.
Otros futbolistas nacidos en Aldershot incluyen a Craig Maskell (delantero en clubes como Southampton, Swindon Town y Reading) durante los años 1980 y 1990, y Bruce Rioch. Rioch jugó para clubes como Luton Town, Aston Villa y Derby County antes de la gestión de clubes como el Middlesbrough y el Arsenal, pero jugó para el equipo escocés durante la década de 1970, debido a su ascendencia.
El 25 de octubre de 2011 Aldershot Town jugó frente al Manchester United en el Recreation Ground en la cuarta ronda de la League Cup, perdiendo 3-0: fue su mayor éxito hasta la fecha de ejecución de la Curling Cup.

### Cricket
Aldershot Cricket Club se basa también en la ciudad. Comparte instalaciones con el club Aldershot y Farnham Hockey Club y de Blackwater Valley Running el atletismo y trote.

### Rugby
Anteriormente conocido como Fleet RUFC, el club comenzó en 1991 como una banda de pub. El club pasó a llamarse Aldershot y Fleet RUFC (A&F) después del movimiento de 2003 de Farnborough a su casa actual Aldershot Park. Con una sección de jóvenes cada vez más amplio, Aldershot & Fleet tuvieron éxito en ganar el "sello de aprobación" club del año 2008 para la región sur.

### Carreras de galgos
Las carreras de galgos se llevaron a cabo con regularidad en el Aldershot Stadium en Tongham durante la década de 1950.